# Kirkegrenda
Kirkegrenda este o localitate din comuna Rygge, provincia Østfold, Norvegia, cu o suprafață de 0,3 km² și o populație de 337 locuitori (2013).